# Семюел Лірой Джексон
Се́мюел Лірой Дже́ксон, або Семюел Л. Джексон (англ. Samuel Leroy Jackson, або англ. Samuel L. Jackson; нар. 21 грудня 1948, Вашингтон) — американський актор. Номінант на премію «Оскар» (1994, фільм «Кримінальне чтиво»), володар призів за найкращу чоловічу роль Каннського та Берлінського кінофестивалей (1991, 1998; фільми «Тропічна лихоманка» та «Джекі Браун» відповідно).
Станом на лютий 2025 року є найкасовішим актором усіх часів.

## Життєпис

### Дитинство
Народився 1948 року в Вашингтоні. Його дитинство пройшло на Півдні США, в місті Чаттануга, штат Теннессі, де й досі існує певна расова упередженість. Він пам'ятає написи на дверях магазинів та кав'ярень: «Неграм і собакам вхід заборонено». Семюел був одинаком у родині, бо батько невдовзі після народження сина вступив до армії і не дуже переймався його долею. Коли ж мати почала вимагати гроші на виховання дитини, то він взагалі звільнився з армії і зник у невідомому напрямку. Вже дорослим Семюел бачився з батьком, що з'явився у Канзас-Сіті (штат Міссурі), але з тієї зустрічі виніс прикре усвідомлення того, що у батька немає жодних батьківських почуттів. Сина виховувала мати, Елізабет Джексон, та батьки матері, бо вона мусила працювати. Власне від матері він і перейняв любов до кіно, бо це була єдина розвага їхньої родини, котру вони могли собі дозволити.

### Навчання
Після закінчення школи вивчав акторську майстерність у коледжі «Моргаус» в Атланті. Оскільки це були часи протесту проти війни у В'єтнамі та усвідомлення чорношкірим населенням США своєї ідентичності, то й молодий Джексон належав до активістів боротьби за права чорношкірого населення. Він та його колеги зайняли приміщення коледжу і протягом двох з половиною днів тримали заручниками викладачів вимагаючи ввести викладання предметів з історії та культури їхнього народу.
За насильницькі дії Семюела на певний час відрахували з коледжу, але після поновлення навчання він став віддавати більше часу науці, ніж політиці.

### Початок творчості
Після закінчення коледжу Семюел разом з колегами на початку 1970-х років організував в Атланті театральну трупу «Лише ми» (Just Us), в якій здобував перший практичний досвід. Потім працював у театрах Сан-Франциско та Нью-Йорка, почав з'являтися в незначних ролях на телебаченні, і у кіно дебютував у фільмі режисера Мілоша Формана «Регтайм» в ролі одного з афроамериканських активістів, що окупували міську бібліотеку. Але помірковане визнання йому принесли ролі в чотирьох фільмах Спайка Лі, що також відомий як активіст руху за права афроамериканської меншини. Співпраця Лі та Джексона базувалася не лише на спільних політичних переконаннях, а й на тому, що обоє походять з Атланти і Лі також навчався у коледжі «Моргаус», хоча й дещо пізніше, ніж Джексон. Спочатку Джексон з'являється у фільмі Лі «Шкільне приголомшення», потім у наступних стрічках цього режисера «Роби вірні речі» та «Більше хороших блюзів».
Найвдалішим був їхній четвертий спільний фільм «Тропічна лихоманка». За роль Ґейтора, харизматичного наркомана, Джексон здобув нагороду Спілки нью-йоркських кінокритиків. Ця роль також справила на журі Каннського кінофестивалю 1991 року таке враження, що актору було присуджено спеціальний приз за найкраще виконання другопланової ролі (в Каннах вручають приз лише за найкраще виконання головної ролі).

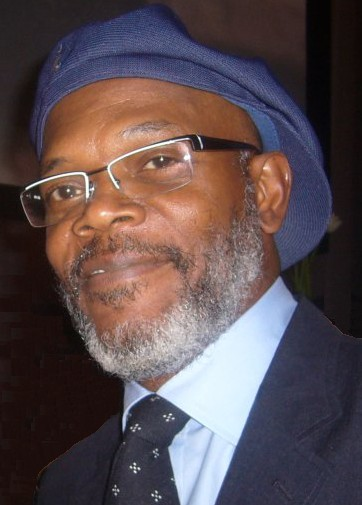
Семюел Л. Джексон в Лос-Анджелесі (2006)

### Успіх
Переломним моментом його кар'єри стала роль найманого вбивці Джулса в фільмі «Кримінальне чтиво», котрий залюбки цитує Біблію перед виконанням своєї «роботи». За цю роль актор мав номінації на «Золотий глобус» та «Оскар», але хоча й не отримав ці нагороди, зате надійшло безліч пропозицій ролей в інших фільмах. Відтоді він знімається безупинно і є одним з найбільш зайнятих акторів американського кіно.
Джексон є надзвичайно різнобічним актором. Про його комедійне обдарування свідчить хоча б пародійна стрічка «Заряджена зброя». Якщо вимірювати успіх актора розміром гонорару за фільм, то за роль у стрічці «Посередник» Семюел отримав 5 мільйонів доларів. У трилогії приквелів «Зоряних воєн» зіграв Мейса Вінду.

### Сучасність
Наприкінці червня 2021 року американська Академія кінематографічних мистецтв і наук оголосила про нагороду актора почесним «Оскаром», спеціальна церемонія відбулась 15 січня 2022 року.
Джексон періодично грає в театрі — наприклад, головну роль нащадка поневолених афроамериканців у бродвейській п'єсі Огаста Вілсона «Урок фортепіано», що принесла йому номінацію на театральну премію «Тоні» у 2023 році. У 2024 році актор переніс цей образ на кіноекран в однойменній екранізації п'єси.

## Особисте життя

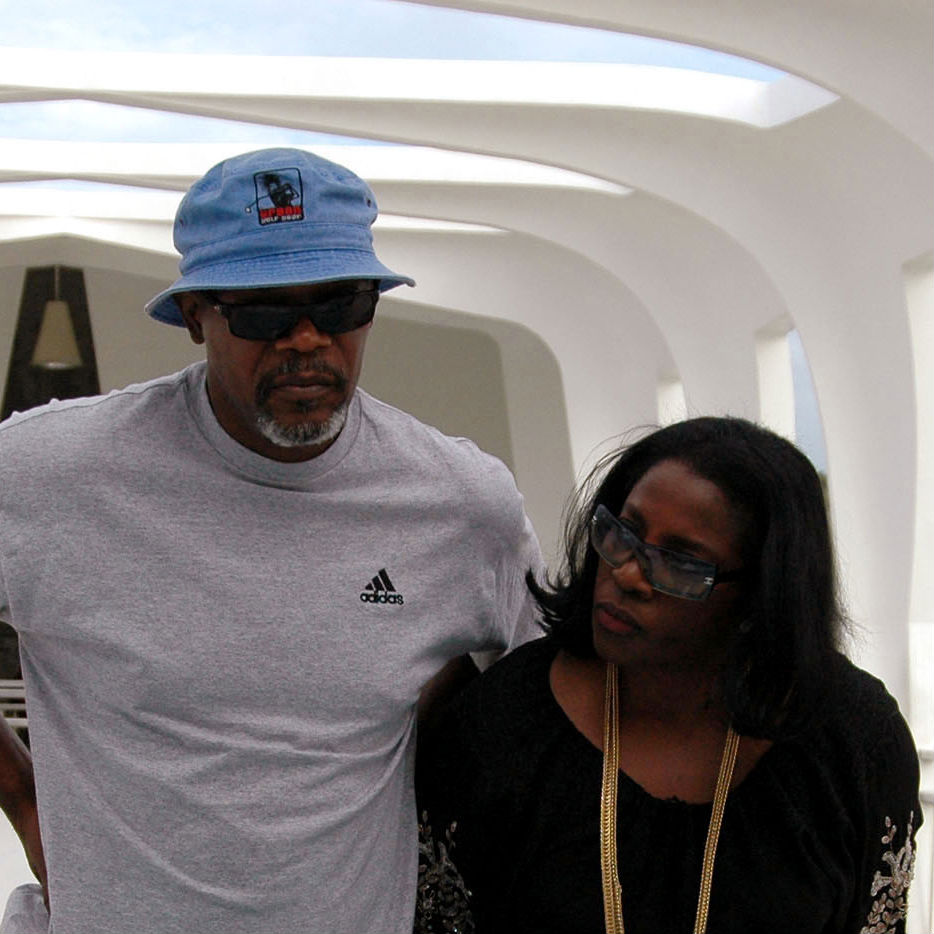
З дружиною ЛаТанею 2005 року

З 1970 року супутницею його життя є афроамериканська акторка ЛаТаня Річардсон. Офіційно вони взяли шлюб 1980 року. Зараз виховують 16-річну доньку Зої. Джексон говорить, що в минулому він завдав своїй дружині багато прикростей через алкоголь, наркотики та інших жінок. Витримка та віра ЛаТані врятували Семюелю не лише професійну кар'єру, але й життя. Про наркотичну залежність чоловіка вона дізналася лише тоді, коли знайшла його непритомним у ванні після прийому чергової дози. Саме вона змусила Семюела після цього випадку наприкінці 1980-х років пройти лікування. Завдяки їй він повернувся до нормального життя та зміг отримати ролі в кіно. Джексони все життя прожили в Нью-Йорку, бо Семюел в ті часи частіше грав у театрах на Бродвеї, але після зливи кінопропозицій після успіху «Кримінального чтива» у 1994 сім'я перебралася до Лос-Анджелеса.

## Фільмографія
Згідно з даними вебсайтів The Numbers і Rotten Tomatoes, найвідомішими ролями Семюела Л. Джексона в кіно є Рей Арнольд у «Парку Юрського Періоду» (1993), Мейс Вінду в приквельній трилогії «Зоряних війн» (1999—2005) і Нік Ф'юрі у багатьох фільмах кіновсествіту Marvel. Кінокритики також високо оцінили низку інших стрічок за участю актора, зокрема роботи режисера Квентіна Тарантіно («Кримінальне чтиво», «Убити Білла 2», «Джанґо вільний»), а також фільми «Роби як треба!» (1989), «Загроза суспільству» (1993), «Зухвалий» (1994), «Прихисток Єви» (1997) та «Поза полем зору» (1998). Окрім того, Джексон знаний своїм озвучуванням одного з героїв мультфільму «Суперсімейка» 2004 року та його продовження 2018 року.

## Нагороди та номінації
| Рік  | Назва                         | Нагорода                                                                                        | Результат |
| ---- | ----------------------------- | ----------------------------------------------------------------------------------------------- | --------- |
| 1991 | Тропічна лихоманка            | Kansas City Film Critics Circle Award за найкращу чоловічу роль другого плану                   | Перемога  |
| 1991 | Тропічна лихоманка            | New York Film Critics Circle Award за найкращу чоловічу роль другого плану                      | Перемога  |
| 1991 | Тропічна лихоманка            | Chicago Film Critics Association Award за найкращу чоловічу роль другого плану                  | Номінація |
| 1994 | Кримінальне чтиво             | Премія БАФТА за найкращу чоловічу роль другого плану                                            | Перемога  |
| 1994 | Кримінальне чтиво             | «Незалежний дух»                                                                                | Перемога  |
| 1994 | Кримінальне чтиво             | Society of Texas Film Critics Award за найкращу чоловічу роль                                   | Перемога  |
| 1994 | Кримінальне чтиво             | National Society of Film Critics Award за найкращу чоловічу роль (2 місце)                      | Перемога  |
| 1994 | Кримінальне чтиво             | National Society of Film Critics Award за найкращу чоловічу роль другого плану (2-місце)        | Перемога  |
| 1994 | Кримінальне чтиво             | New York Film Critics Circle Award за найкращу чоловічу роль другого плану (2 місце)            | Перемога  |
| 1994 | Кримінальне чтиво             | Премія «Оскар» за найкращу чоловічу роль другого плану                                          | Номінація |
| 1994 | Кримінальне чтиво             | Chicago Film Critics Association Award за найкращу чоловічу роль                                | Номінація |
| 1994 | Кримінальне чтиво             | Chlotrudis Award за найкращу чоловічу роль                                                      | Номінація |
| 1994 | Кримінальне чтиво             | Chlotrudis Award за найкращу чоловічу роль другого плану                                        | Номінація |
| 1994 | Кримінальне чтиво             | Премія «Золотий глобус» за найкращу чоловічу роль другого плану                                 | Номінація |
| 1994 | Кримінальне чтиво             | MTV Movie Award за найкращий дует акторів (з Джоном Траволтою)                                  | Номінація |
| 1994 | Кримінальне чтиво             | Премія Гільдії кіноакторів США за найкращу чоловічу роль другого плану                          | Номінація |
| 1996 | Час вбивати                   | Премія «Золотий глобус» за найкращу чоловічу роль другого плану                                 | Номінація |
| 1996 | Рокова вісімка                | «Незалежний дух»                                                                                | Номінація |
| 1997 | Один вісім сім                | San Diego Film Critics Society's Body of Work Award                                             | Перемога  |
| 1997 | Прихисток Єви                 | American Black Film Festival Award за найкращу роль                                             | Перемога  |
| 1997 | Прихисток Єви                 | «Незалежний дух»                                                                                | Перемога  |
| 1997 | Прихисток Єви                 | San Diego Film Critics Society's Body of Work Award                                             | Перемога  |
| 1997 | Прихисток Єви                 | Премія «Супутник» за найкращу чоловічу роль другого плану у повнометражному фільмі              | Перемога  |
| 1997 | Прихисток Єви                 | NAACP Image Award for Outstanding Lead Actor in a Motion Picture                                | Номінація |
| 1997 | Джекі Браун                   | San Diego Film Critics Society's Body of Work Award                                             | Перемога  |
| 1997 | Джекі Браун                   | Срібний ведмідь найкращому актору (Берлін)                                                      | Перемога  |
| 1997 | Джекі Браун                   | Премія «Золотий глобус» за найкращу чоловічу роль — Комедія або мюзикл                          | Номінація |
| 2004 | Grand Theft Auto: San Andreas | Spike Video Game Awards за найкраще виконання чоловічої ролі                                    | Перемога  |
| 2004 | Суперсімейка                  | Black Entertainment Television Comedy Award for Best Performance in an Animated Theatrical Film | Перемога  |
| 2004 | Суперсімейка                  | Премія «Енні» за найкраще озвучування анімаційного фільму                                       | Номінація |
| 2005 | Тренер Картер                 | Image Award for Outstanding Actor in a Motion Picture                                           | Перемога  |
| 2005 | Тренер Картер                 | Black Movie Award Outstanding Lead Actor in a Motion Picture                                    | Номінація |
| 2005 | Тренер Картер                 | Black Reel Award for Best Actor                                                                 | Номінація |
| 2006 | Будинок хоробрих              | Prism Award for Performance in a Feature Film                                                   | Номінація |
| 2008 | Залізна людина                | IGN Award за найкраще камео                                                                     | Перемога  |
| 2010 | Мати та дитина                | Black Reel Award for Best Supporting Actor                                                      | Номінація |
| 2010 | Мати та дитина                | «Незалежний дух»                                                                                | Номінація |
| 2011 | Тор                           | IGN Award за найкраще камео                                                                     | Номінація |
| 2013 | Джанґо вільний                | MTV Movie Award за найкращий WTF момент (з Джеймі Фоксом)                                       | Перемога  |
| 2013 | Джанґо вільний                | Black Reel Award for Best Supporting Actor                                                      | Перемога  |
| 2013 | Джанґо вільний                | NAACP Image Award for Best Supporting Actor                                                     | Перемога  |
| 2013 | Джанґо вільний                | MTV Movie Award за найкращий дует (з Леонардо ДіКапріо)                                         | Номінація |